# Otto Stinglwagner
Otto Stinglwagner (* 27. Juni 1925 in München; † 7. Juli 2013) war ein deutscher Kommunalpolitiker der SPD.

## Werdegang
Der promovierte Jurist war ab 1955 als Verwaltungsbeamter im Landratsamt Ingolstadt tätig. Von 1958 bis 1966 war er – als Unabhängiger – Landrat des Landkreises Ingolstadt. Von der SPD nominiert, war er von 1966 bis 30. Juni 1972 Oberbürgermeister von Ingolstadt. Zur Wahl am 11. Juni 1972 trat er nicht mehr an.
Ab 1. Juli 1972 war er als Geschäftsführer der Wohnungsbaugesellschaft Neue Heimat in München tätig. 

## Auszeichnungen
- Ehrensenator der Ludwig-Maximilians-Universität München
- 1995: Goldene Bürgermedaille der Stadt Ingolstadt